# Himarë
Himarë, Himara (gr. Χειμάρρα, Chimara) – miasto w Albanii, położone nad Morzem Jońskim.

## Demografia
Miasto liczyło około 2 tys. mieszkańców. W Himarë znajduje się duża mniejszość grecka, spowodowana bliskością tego kraju. Skutkiem tego, język grecki jest drugim w hierarchii językiem tego regionu. Zaludnienie wzrosło niemal 2-krotnie. W 2023 miasto liczyło już 3901 osób.

## Historia
Miasto zostało założone przed II wiekiem p.n.e. w czasach greckich kolonizacji dokonywanych przez Chaonów. W czasach rzymskich miasto prowincjonalne Macedonii. Następnie miejscowość znalazła się w Cesarstwie Bizantyjskim, w regionie Chaonia – części prowincji Epirus. Po upadku Bizancjum, Himarë znalazła się pod panowaniem tureckim. Była jedną z jego europejskich prowincji. W 1912 roku Albania ogłosiła niepodległość. W 1920 roku, po pokojowej konferencji, Himarë oficjalnie weszła w skład niepodległego państwa albańskiego. W 1969 uzyskała prawa miejskie.

## Geografia
Region Himarë charakteryzuje się dość wysokimi wzniesieniami gór Llogara (czasami nazywanymi Keravnia), opadającymi gwałtownie do morza. Znajdują się tu piaszczyste plaże, jak również wysokie klify. Krajobraz jest urodzajny w drzewa oliwne i licznie spotykane tu cytrusy.

## Ludzie związani z Himarë
- Ayas Pasza (1483-1539) – wielki wezyr Imperium Osmańskiego
- Zachos Milios (1805-1860) – grecki rewolucjonalista
- Spyros Spyromilios (1864-1930) – oficer greckiej żandarmerii
- Aleks Çaçi (1916-1989) – słynny albański pisarz
- Vasil Bollano (ur. 1958) – dawny burmistrz miasta
- Piros Dimas (ur. 1971) – wielokrotny grecki medalista olimpijski
- Andreas Tatos (ur. 1989) – grecki piłkarz
- Sotiris Ninis (ur. 1990) – piłkarz Panathinaikos AO

## Galeria

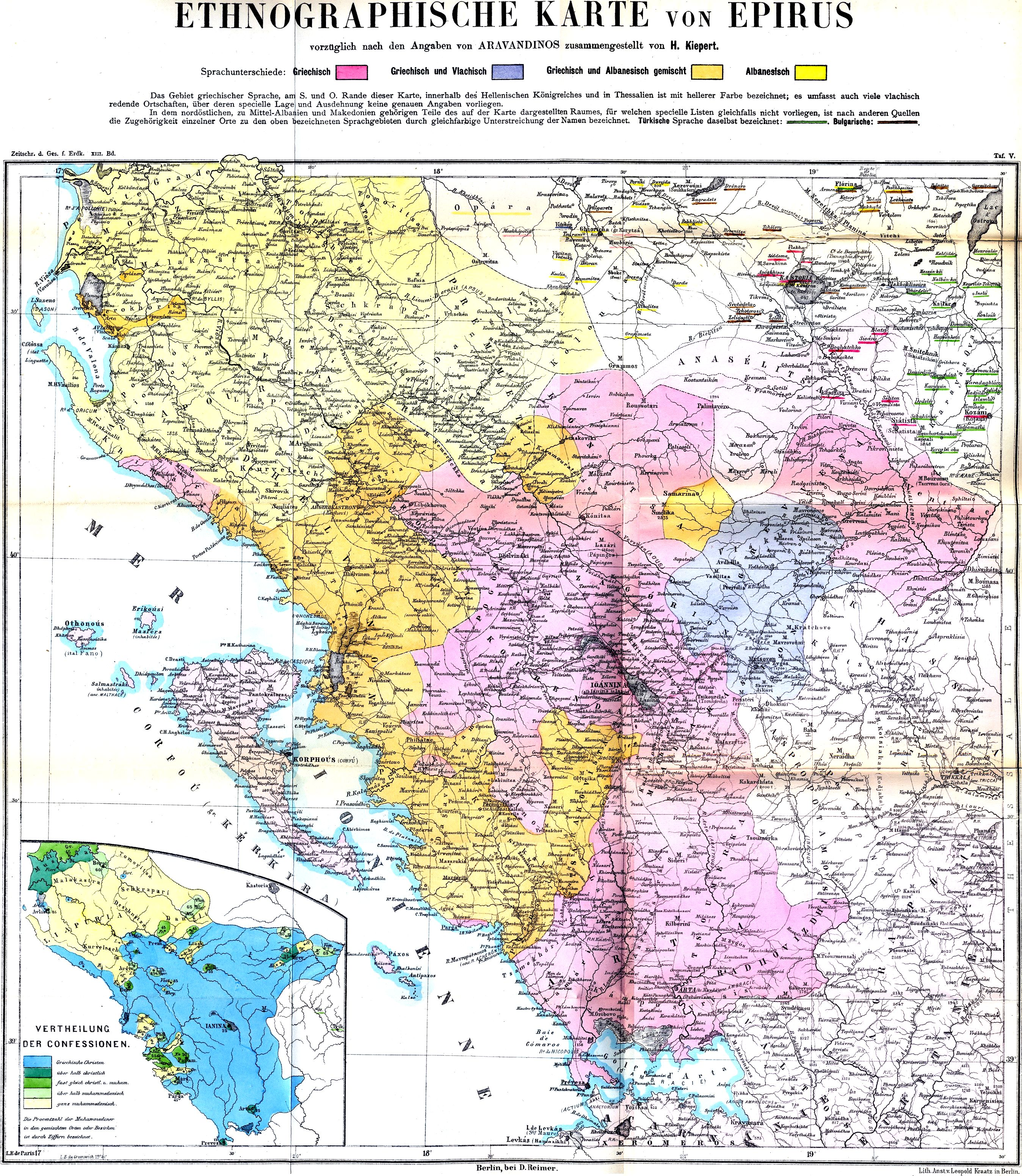
Etnograficzna mapa Epiru (1878)
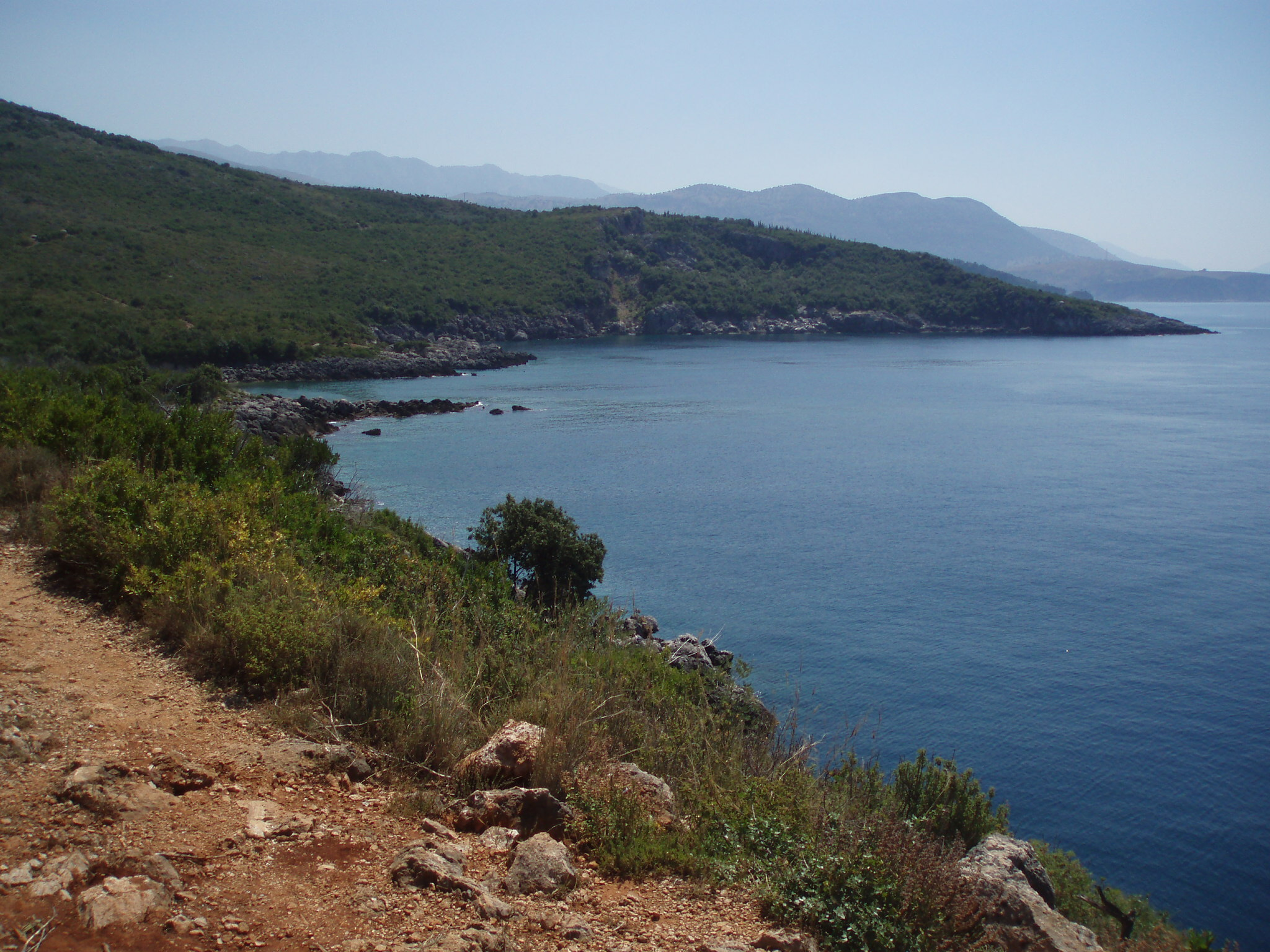
Wybrzeże w pobliżu Himarë (2005)
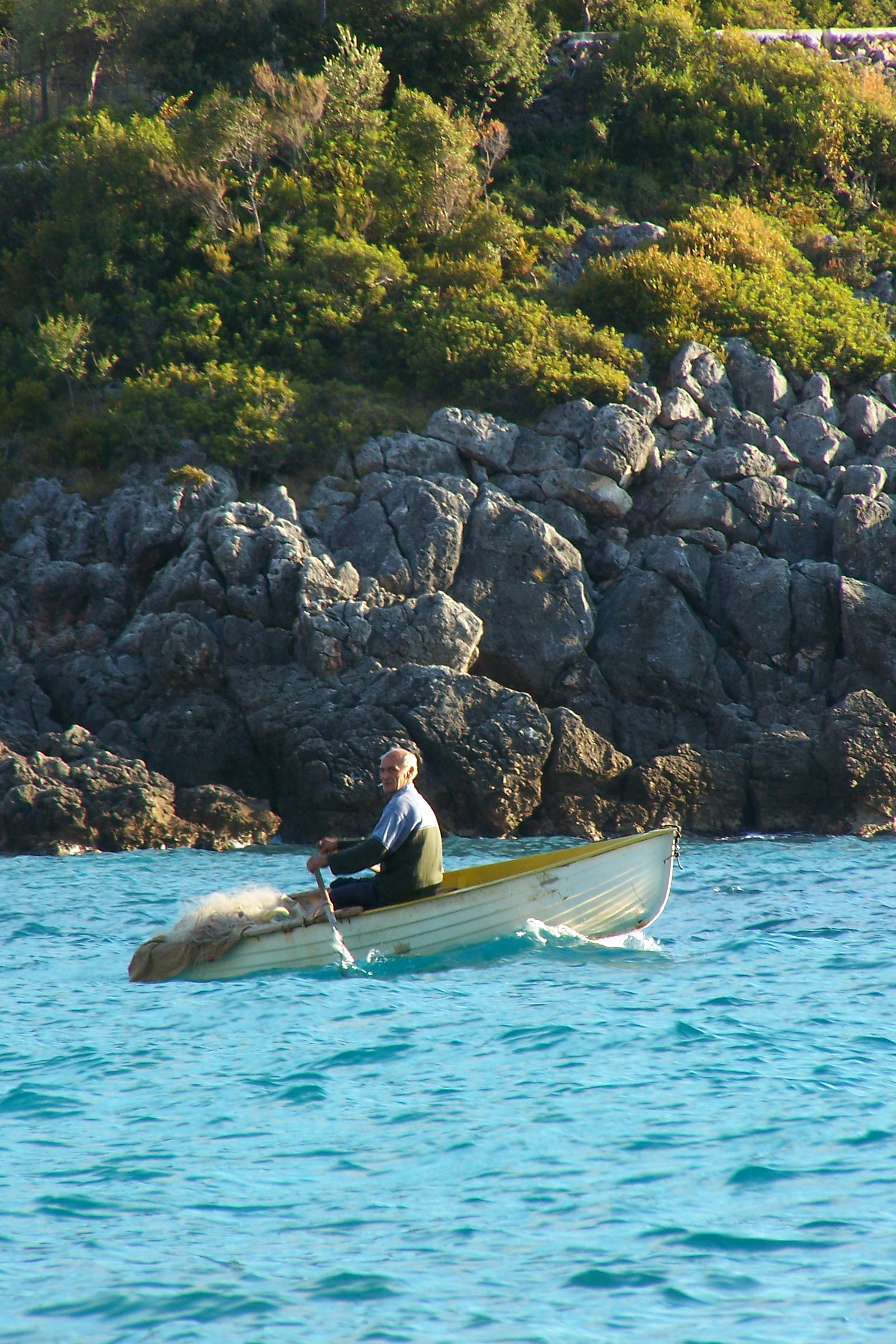
Mała łódka u brzegów Himarë (2007)
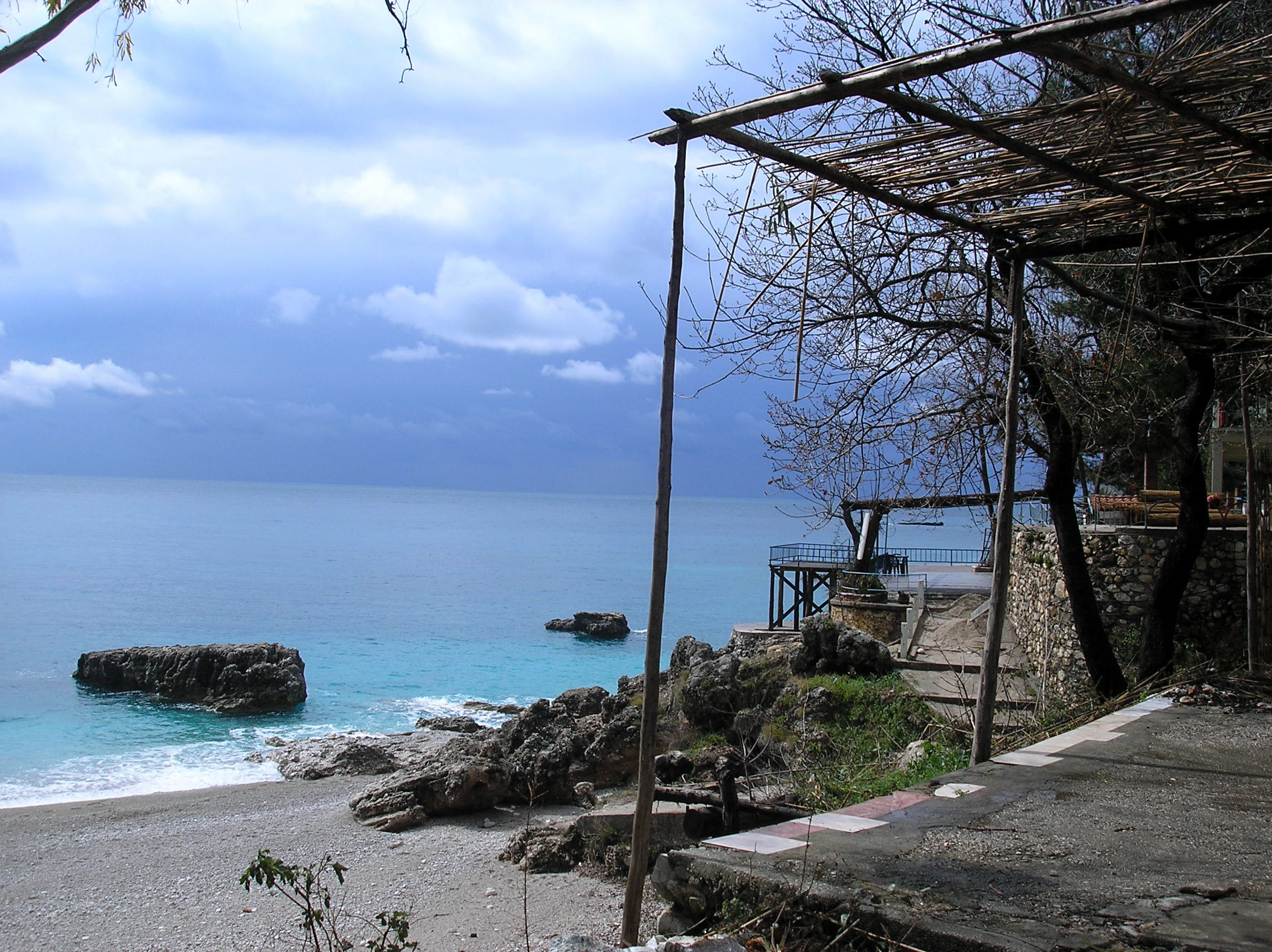
Plaża Dhërmi (2007)
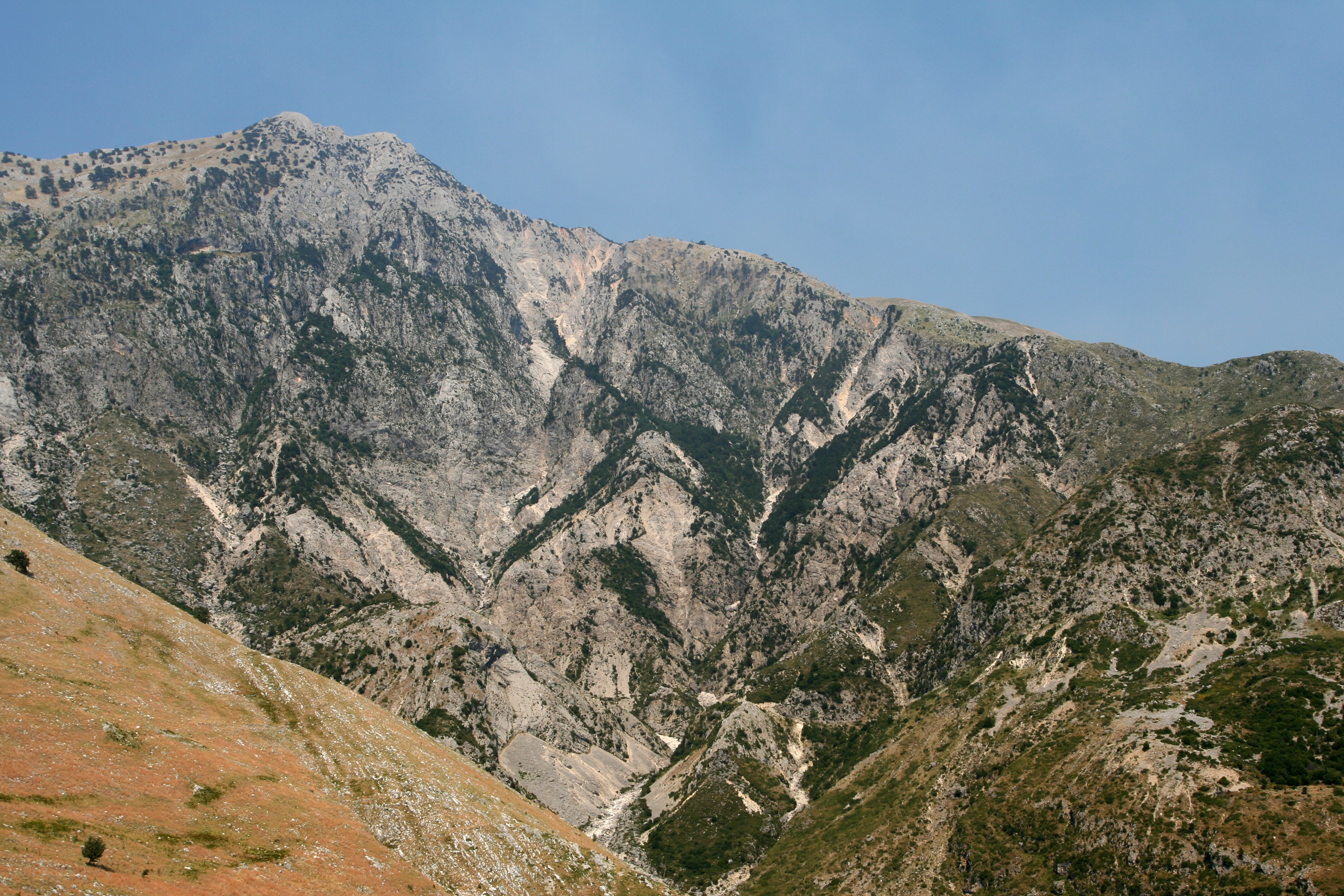
Góry Çika w albańskim parku narodowym Llogara (2007)
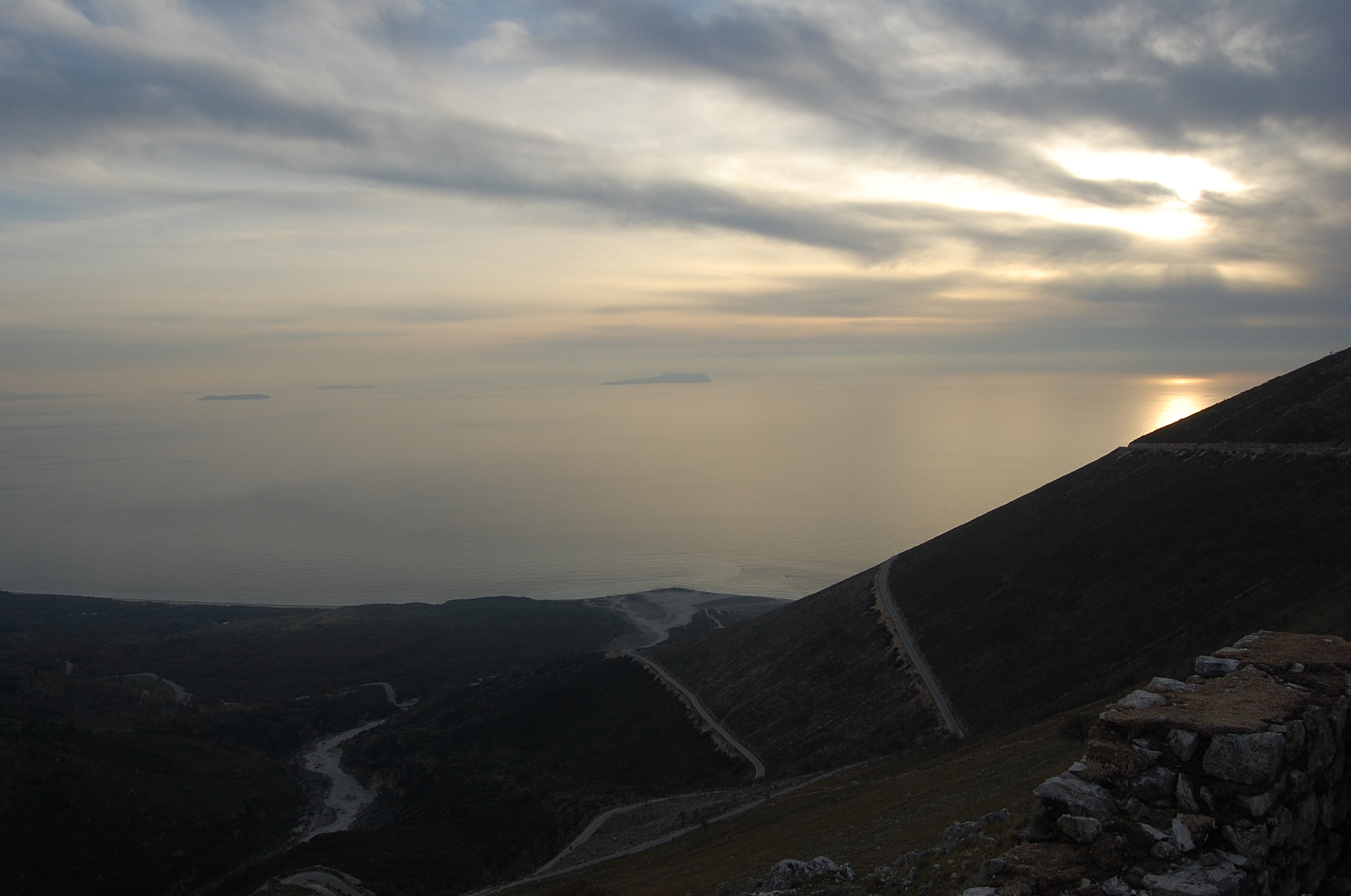
Panorama z przełęczy Llogara, w oddali, od prawej greckie wysepki: Othoni, Mathraki, Erikoussa (2009)
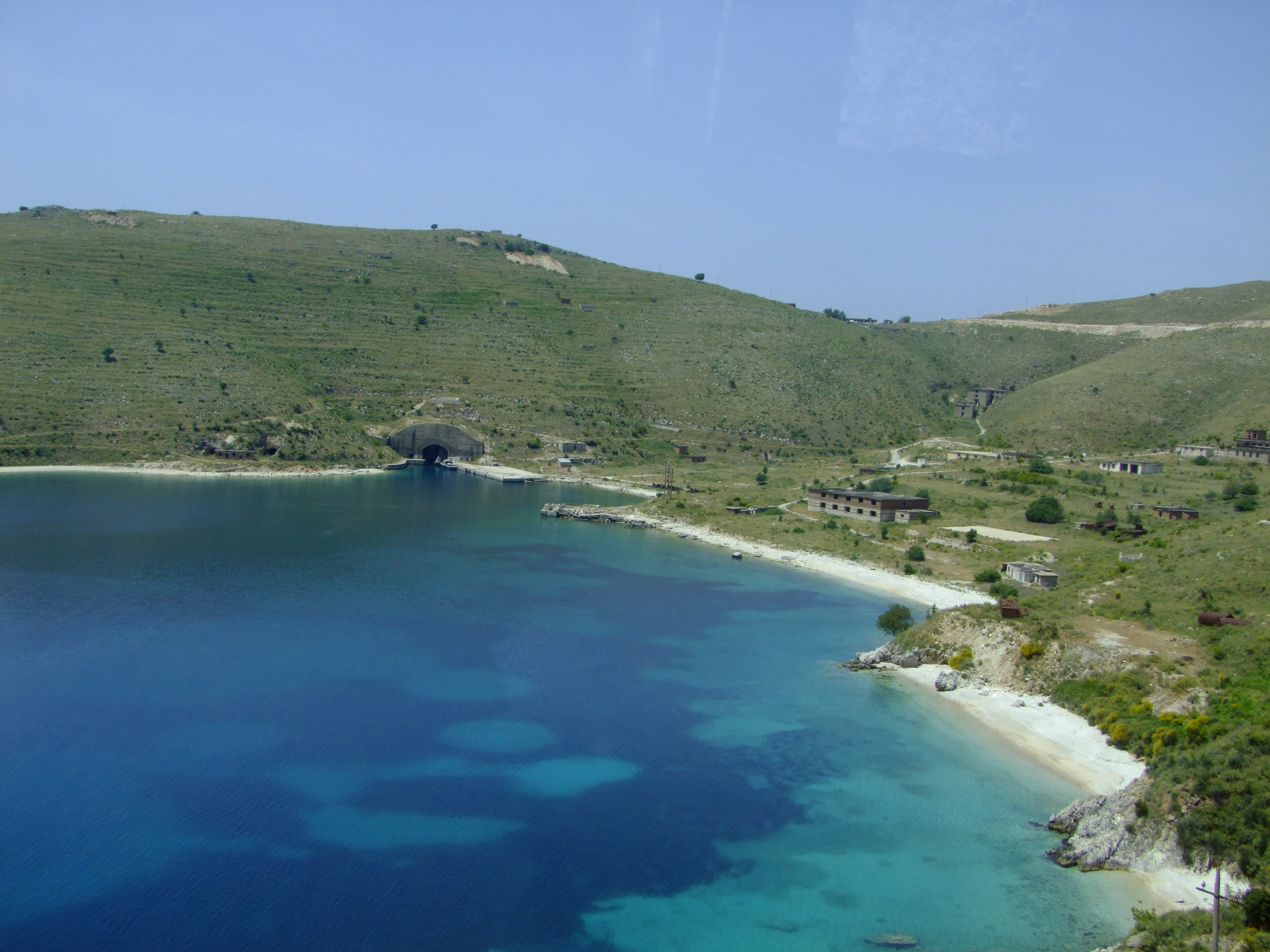
w głębi przystań i dawny albański schron dla radzieckich okrętów podwodnych (2009)